# 토머스 소웰
토마스 소웰(1930년 6월 30일 ~ ) 은 미국의 경제학자이다. 자유방임주의 경제를 주장하며 시카고 학파에 소속되어 있다. 하버드 대학교와 컬럼비아 대학교를 졸업했다.

## 생애

### 어린 시절
소웰은 1930년 노스캐롤라이나주 가스토니아의 가난한 가정에서 태어났다. 그의 아버지는 그가 태어나기 직전에 돌아가셨고, 소웰의 어머니는 이미 네 명의 자녀를 둔 가정부였다. 증조모와 그녀의 두 딸은 소웰을 입양하여 키웠는데 그의 어머니는 몇 년 후 다른 아이를 출산하던 중 합병증으로 돌아가셨다. 소웰은 자서전 '개인 오디세이'에서 어린 시절 백인과의 만남이 너무 제한적이어서 금발이 머리카락 색깔인 줄 몰랐다고 썼다. 그는 자신의 첫 기억이 샬롯의 작은 목조 주택에서 살았던 것이라고 회상하기 때문에 샬롯은 대부분의 흑인 동네에서 흔히 볼 수 있는 일이라고 말했다. 그것은 비포장 도로에 위치해 있었고 전기나 수도가 없었다. 소웰은 아홉 살 때 대가족과 함께 노스캐롤라이나에서 뉴욕 할렘으로 이사하였는데 가족 간의 다툼으로 인해 그의 이모와 그는 다른 사람들의 아파트에 방을 쓰게 되었다.
소웰은 뉴욕시에 있는 명문 고등학교인 스투이베산트 고등학교에 입학할 자격을 얻었다. 그는 가족 중 처음으로 6학년 이상을 공부했다. 그러나 그는 경제적 어려움과 가족 간의 다툼으로 인해 17세에 중퇴할 수밖에 없었습니다. 그는 기계 공장에서 장시간 근무하고 웨스턴 유니온에서 배달원으로 일하는 등 여러 가지 잡일을 하였는데 그는 또한 1948년에 브루클린 다저스에서 뛰었다. 소웰은 한국전쟁 중인 1951년에 군 복무에 징집되어 미 해병대에 배속되었다. 소웰은 전쟁에 반대하고 인종차별을 겪었지만 사진작가로서 성취감을 느낄 수 있었고, 이는 결국 그가 가장 좋아하는 취미가 되었다. 그는 1952년에 명예롭게 제대하였다.

### 고등 교육과 초기 경력
군 복무를 마친 후, 소웰은 고등학교를 졸업하고 워싱턴 DC에서 공무원으로 일했으며, 역사적으로 흑인 대학이었던 하워드 대학교에서 야간 수업을 들었다. 대학위원회 시험에서 높은 점수를 받고 두 교수의 추천을 받은 그는 하버드 대학교에 입학하여 1958년 경제학 학사 학위를 받고 마그나 컴 우등으로 졸업했다. 그는 다음 해에 컬럼비아 대학교에서 석사 학위를 받았다. 소웰은 처음에 조지 스티글러 밑에서 공부하기로 선택했고, 나중에 노벨 경제학상을 받게 될 조지 스티글러 밑에서 공부했는데 그러나 스티글러가 시카고 대학교로 이사했다는 소식을 들었기 때문에 그를 따라 1959년 가을에 도착한 후 스티글러 밑에서 박사 학위를 공부했다.
소웰은 자신이 20대 시절 마르크스주의자였다고 말했는데 그의 초기 전문 출판물 중 하나는 마르크스주의 사상 대 마르크스주의 사상에 대한 동정적인 검토였다. 마르크스-레닌주의 실천이고 그러나 1960년, 그는 미국 노동부 인턴으로서 푸에르토리코의 설탕 산업 노동자들의 실업률에 최저임금이 미칠 수 있는 영향을 연구한 후 자유 시장 경제학을 지원하는 쪽으로 마음을 바꾸기 시작했는데 그는 부서의 직원들이 그의 질문에 놀랐고 "법에 대한 조사에 전혀 관여하지 않을 것"이라고 결론지었다고 말했다.
소웰은 1968년 시카고 대학교에서 경제학 철학 박사 학위를 받았다. 그의 논문 제목은 "세이의 법칙과 일반적인 과잉 논란"이었다.

### 개인 생활
소웰은 1964년부터 1975년까지 알마 장 파와 결혼했으며, 1981년에는 메리 애쉬와 결혼하였다. 그는 2명의 자녀가 있었다.

## 저술활동 및 강연
토마스 소웰은 흑인 보수주의 경제학자로, 많은 책과 강연을 해 왔다. 특히 경제학의 검은 배일이라는 책은 대한민국에 정식 발매되기도 했다.

### 칼럼
그는 타운헬 등 많은 보수주의 단체에 칼럼을 기고하고 있다.

## 비판
그러나 그는 미 민주당 진보진영 등에게서 비판을 받고 있다. 대표적인 비판으로는 오바마와 히틀러를 동류의 존재로 간주했다는 것이다.

## 수상 경력
- 1982년: 멩켄은 그의 민족적 아메리카: 역사로 인해 자유 언론 협회로부터 최우수 도서상을 수상하였다.
- 1990년: 미국 기업 연구소에서 수여하는 프란시스 보이어 상을 받았다.
- 1998년: 시드니 훅 상, 전미 학자 협회로부터 수상하였다.
- 1998년: 미국 철학회 회원으로 선출되었다.
- 2002년: 역사, 경제, 정치학을 융합한 다작 학문으로 조지 W. 부시 대통령이 수여하는 국가 인문학 메달로 올라왔다.
- 2003년: 지적 성취에 대한 브래들리 상을 받았다.
- 2004년: 라이젠더 스푸너 상, 라이젠더 페어 북스에서 그의 응용 경제학 부문 수상: 1단계를 넘어 생각하기로 상을 받았다.
- 2008년: 그의 저서 '경제적 사실과 오류'로 국제 도서상을 수상하였다.